# Achmat Kadyrow
Achmat Abdułchamidowicz Kadyrow (czecz. Ахьмад-Хьаьжа Кадыров, ros. Ахмат Абдулхамидович Кадыров; ur. 23 sierpnia 1951 w Karagandzie, Kazachska SRR, zm. 9 maja 2004 w Groznym) – czeczeński polityk, jeden z muftich czeczeńskich, zarządca (2000–2003) i prezydent (2003–2004) Czeczenii.

## Życiorys
Urodził się w Kazachstanie, gdzie jego rodzina przebywała na zesłaniu. Pochodził z rodziny duchownych muzułmańskich – duchownym był jego ojciec i wujowie. W 1957 roku rodzina Kadyrowów wróciła do Czeczenii. Ojciec Ramzana Kadyrowa, obecnego prezydenta Czeczenii.
Kadyrow ukończył szkołę średnią w 1968 r., później pracował w sowchozie oraz w przedsiębiorstwach budowlanych m.in. na Syberii. Był religijny, pomagał muftiemu, dzięki czemu w 1980 roku wysłano go do Buchary do medresy dla muzułmańskich duchownych. Następnie studiował do 1986 roku w uczelni muzułmańskiej w Taszkencie. Po powrocie do Czeczenii został zastępcą muftiego Gudermesu. W 1989 roku założył pierwszy na Kaukazie Instytut Islamski, którego był rektorem do 1994 roku. Stał się jednym z najbardziej znanych mufti w Czeczenii. W latach 1990–1991 studiował w Jordanii. W 1993 roku został zastępcą muftiego Czeczenii, zaś we wrześniu 1994 – pełniącym obowiązki muftiego Czeczenii. W kwietniu 1995 prezydent Dżochar Dudajew mianował go najwyższym muftim – wielkim muftim Czeczenii. Walczył po stronie partyzantów w pierwszej wojnie z Rosją (1994–1996), w 1995 r. wzywał Czeczeńców, by zabili „tylu Rosjan, ilu zdołają”. Uczestniczył w rozmowach pokojowych w 1996 roku w składzie delegacji czeczeńskiej.
Pod koniec lat 90. XX w. wszedł w ostry konflikt z tzw. wahhabitami, których w 1998 roku zbrojnie wyparł z miasta Gudermes i północnej Czeczenii. Usiłował doprowadzić do wypędzenia wahhabitów z całego kraju. W lipcu 1998 i maju 1999 na zwołanych przez niego zjazdach czeczeńskich przywódców religijnych, politycznych i dowódców wojskowych przyjęto uchwały o usunięciu wahhabitów z życia politycznego i administracji, zaprzysięgając to na Koran, ich realizację jednak zablokował Asłan Maschadow. Gdy rozpoczynała się II wojna czeczeńska, ogłosił w sierpniu 1999 północ republiki strefą wolną od wahhabizmu, co ułatwiło, po rozpoczęciu wojny, praktycznie bezkrwawe przejęcie kontroli przez Rosjan nad północną częścią kraju – w tym Gudermesem, drugim co do wielkości miastem Czeczenii. Potępił Szamila Basajewa oraz jego wyprawę na Dagestan i wezwał Czeczenów do niestawiania oporu armii rosyjskiej. Odmówił ponownego ogłoszenia świętej wojny – dżihadu przeciwko Rosji (poprzednio akt ten ogłosił w 1995 roku). 10 października 1999 Maschadow odwołał Kadyrowa z funkcji muftiego, uznając go za zdrajcę, „wroga numer jeden”, którego należy zlikwidować.
11 czerwca 2000 Kadyrow został prorosyjskim szefem cywilnej administracji republiki, a od marca 2003 pełnił obowiązki prezydenta. W wyborach prezydenckich 5 października 2003 (zbojkotowane przez rosyjskie organizacje praw człowieka i których uczciwość kwestionowali międzynarodowi obserwatorzy), nie mając liczących się konkurentów, zdobył według oficjalnych wyników 80% głosów. Utrzymywał bliskie kontakty z Kremlem – miał ponoć nieomal nieograniczony dostęp do prezydenta Władimira Putina. Doprowadził do uchwalenia serii amnestii, w wyniku których ujawniło się i złożyło broń 7 tysięcy byłych separatystów – większość z nich po weryfikacji wcielono do Ministerstwa Spraw Wewnętrznych Czeczenii, część zasiliła cywilną administrację republiki.
9 maja 2004 zginął w zamachu na stadionie w Groznym w trakcie obchodów Dnia Zwycięstwa, w wyniku eksplozji ładunku wybuchowego, wmurowanego pod trybunę honorową. Tydzień później do organizacji zamachu przyznał się czeczeński komendant polowy Szamil Basajew, tłumacząc, że działał w imię „świętego prawa islamskiego”, a celem ataku byli „zdrajcy narodu czeczeńskiego”. Maschadow początkowo poparł zamach, jednakże później go potępił z uwagi na fakt, iż jego ofiarami – obok polityków prorosyjskich i członków sił bezpieczeństwa (ciężko ranny został m.in. ówczesny dowódca sił armii rosyjskiej w Czeczenii, gen. Walerij Baranow) – były również osoby postronne. Zabójstwo Achmata Kadyrowa potępiła również Rada Bezpieczeństwa ONZ.

## Pamięć
Jego imię nosi 141 Specjalny Pułk Zmotoryzowany im. Achmata Kadyrowa, powszechnie nazywany „kadyrowcami”, sformowany przez jego syna, Ramzana. 7 czerwca 2017 na cześć Achmata Kadyrowa klub piłki nożnej Terek Grozny został przemianowany na Achmat Grozny. Analogicznie stadion drużyny został nazwany wcześniej Achmat-Ariena.